# Avahi cleesei
Avahi cleesei (лат.) — примат из семейства индриевых.

## Классификация
Видовое название было дано в честь Джона Клиза (англ. John Cleese), звезды шоу Monty Python, поддерживающего движение за сохранение популяции лемуров. Вид был обнаружен в 1990 году учёными Цюрихского университета, однако не был формально описан до 2005 года.

## Описание
Как и у других шерстистых лемуров, шерсть густая, коричневато-серая, хвост длинный, иногда закручен кверху и на спину. Голова небольшая, круглая, шерсть на морде образует светлый треугольник от лба к носу. От родственных видов эти лемуры отличаются чёрными кольцами вокруг глаз. Вокруг носа шерсть также чёрная, на груди и брюхе светло-серая.

## Распространение
Встречаются в заповеднике Цинги-де-Бемараха, входящим в список Всемирного наследия ЮНЕСКО, в западной части Мадагаскара. Считается, что площадь ареала достаточно быстро сокращается.

## Поведение
Древесные ночные животные. Днём спят в дуплах деревьев и густых зарослях. Становятся активными сразу после заката. Образуют небольшие семейные группы, защищающие свою территорию размером около двух гектаров. В рационе листья, ростки, кора деревьев, фрукты. Предпочитают кормиться на верхних ярусах леса, изредка спускаются на землю.
Моногамны. Сезон размножения приходится на сухой сезон с августа по ноябрь. Беременность длится от четырёх до пяти месяцев, в помёте обычно один детёныш. Молодняк остаётся с родителями несколько лет.

## Статус популяции
Международный союз охраны природы присвоил виду охранный статус «Находящийся на грани полного исчезновения» (Critically Endangered). Площадь его ареала составляет менее 500 км². Основная угроза популяции — продолжающееся разрушение среды обитания.